# Герб Іль-де-Франсу
Герб Іль-де-Франсу — герб регіону на півночі центральної частини Франції.

## Історія
Герб Іль-де-Франсу - це герб королів Франції з дому Капетингів (Капетинги, королі Франції з 987 по 1328 рік). На гербі Капетингів було синє поле, усіяне золотими геральдичними ліліями. Згодом у щиті лишилося  три золоті лілії на синьому тлі.
Герб Іль-де-Франсу є традиційною емблемою, яка залишається найвідомішою та офіційно використовується військовим регіоном, легіоном жандармерії Іль-де-Франс. Франції, або, наприклад, у 2010 році Паризьким монетним двором , який викарбував  монету номіналом 10 євро з трьома ліліями, що представляють регіон Іль-де-Франс.
Герб регіону став основою для гербів багатьох міст.

Давній герб Іль-де-Франсу
Модерний герб Іль-де-Франсу
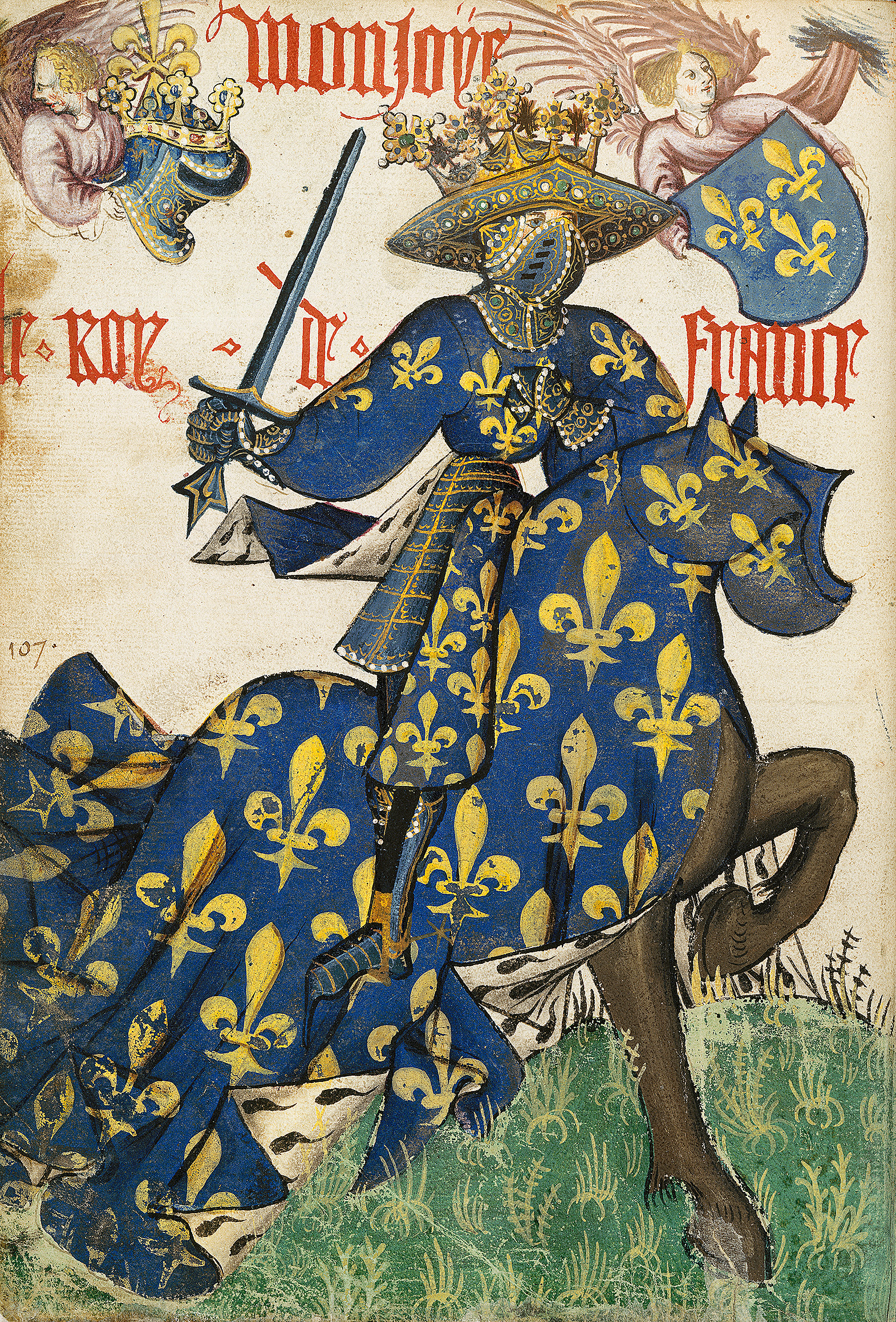
Король Франції в геральдичних кольорах Іль-де-Франсу